# Amage
Amage – miejscowość i gmina we Francji, w regionie Burgundia-Franche-Comté, w departamencie Górna Saona.
Według danych na rok 1990 gminę zamieszkiwały 242 osoby, a gęstość zaludnienia wynosiła 37 osób/km² (wśród 1786 gmin Franche-Comté Amage plasuje się na 505. miejscu pod względem liczby ludności, natomiast pod względem powierzchni na miejscu 678.).